# 河口湖站
河口湖站（日语：／ Kawaguchiko eki */?）是位於日本山梨縣南都留郡富士河口湖町船津，屬於富士急行河口湖線的鐵路車站。車站編號是FJ18。此站是河口湖線和富士急行線的終點。海拔為857公尺。

## 歷史
- 1950年（昭和25年）8月24日：富士山麓電氣鐵道開業。
- 1960年（昭和35年）5月30日：公司名改為富士急行車站。
- 1997年（平成9年）：獲選為「關東車站百選」。選定理由是「背景為富士山，以瑞士為形象的車站」。
- 2006年（平成18年）3月24日：新站舍使用開始。

## 車站構造
本站為島式月台2面3線的地面車站，月台西側設有站內平交道。站內南側設有多條留置線（出入由西側渡線）。

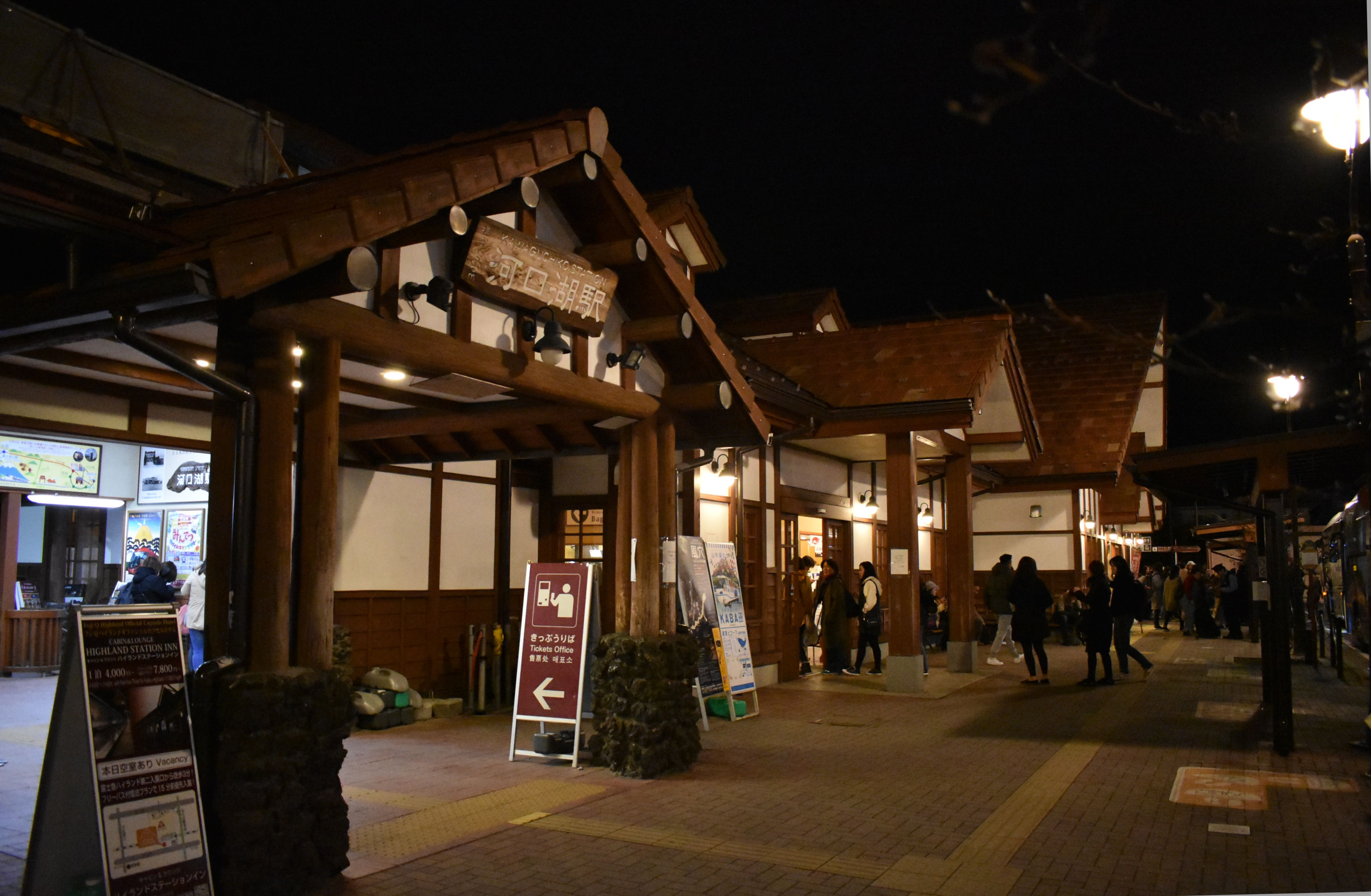
車站夜景（2018年11月）
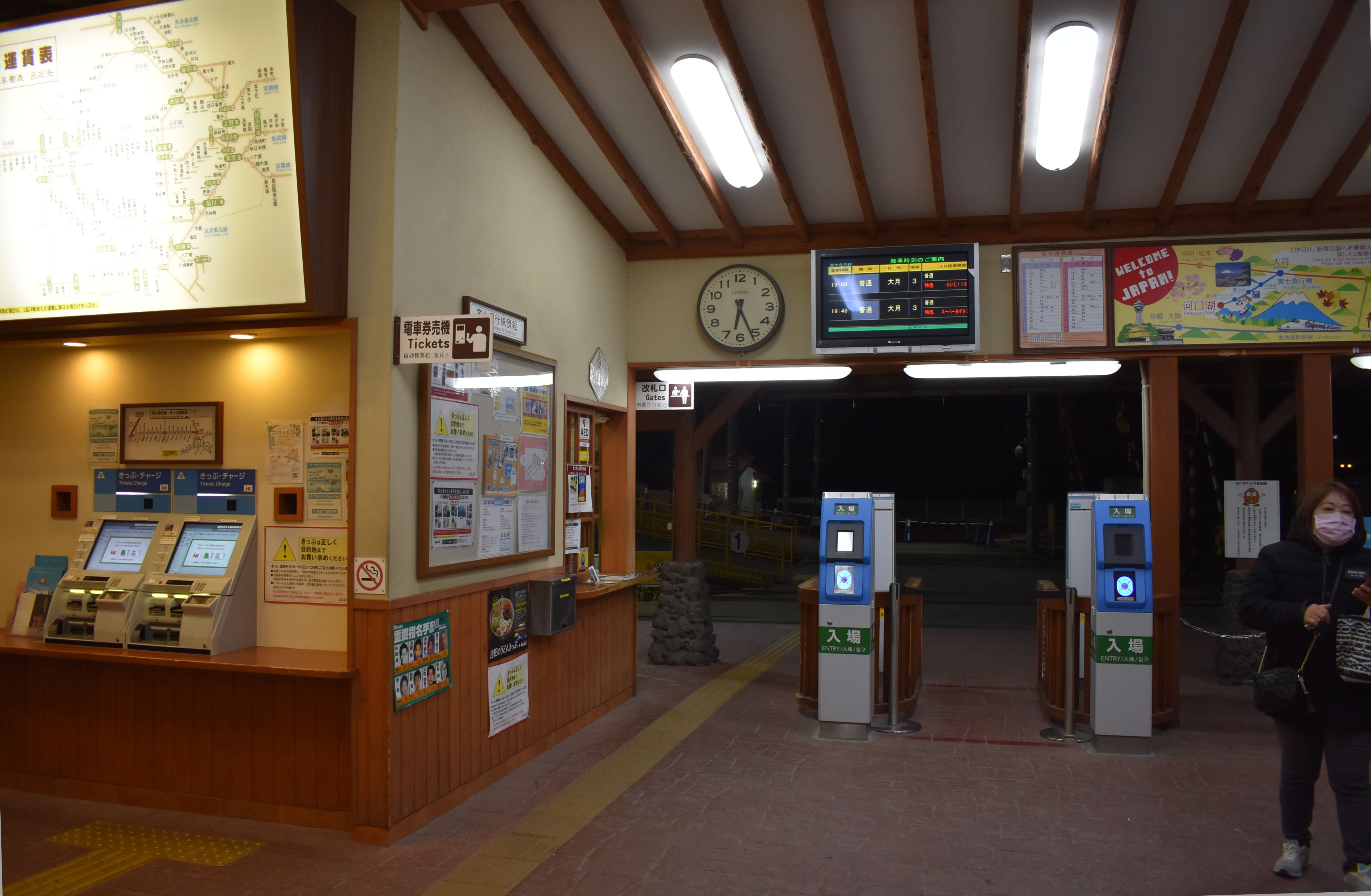
驗票閘口（2018年11月）
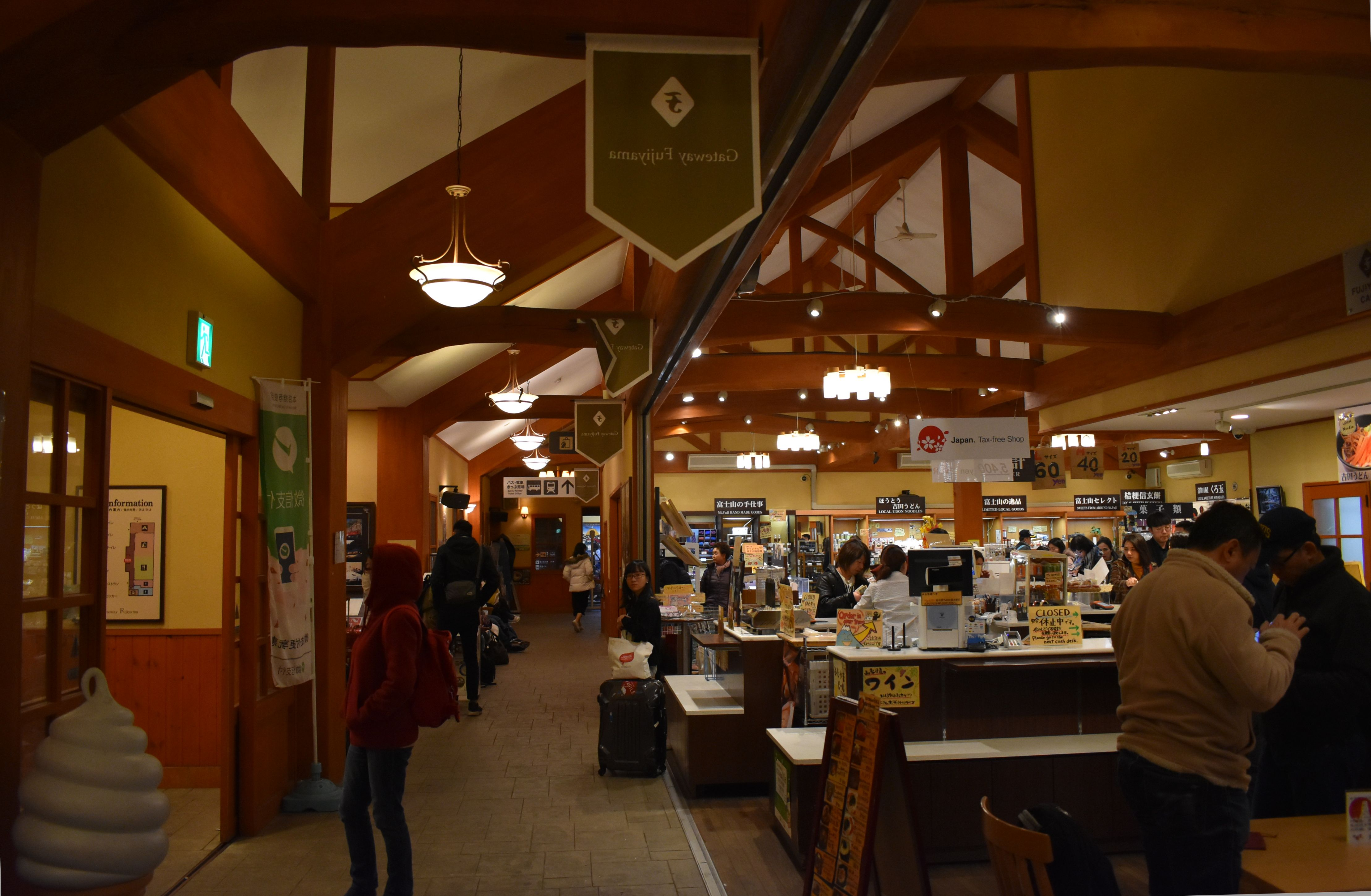
餐廳與商店（2018年11月）

### 月台配置
（站舍側起）
| 月台 | 路線        | 目的地                       | 備註                                                  |
| ---- | ----------- | ---------------------------- | ----------------------------------------------------- |
| 1    | ■富士急行線 | 富士山、大月、東京、甲府方向 | 月台有效長度為5輛長。6輛編組的最後1輛車為部分車門關閉 |
| 2    | ■富士急行線 | （下車專用月台）             | 共用軌道                                              |
| 2    | ■富士急行線 | 富士山、大月、東京、甲府方向 | 共用軌道                                              |
| 3    | ■富士急行線 | 富士山、大月、東京、甲府方向 |                                                       |

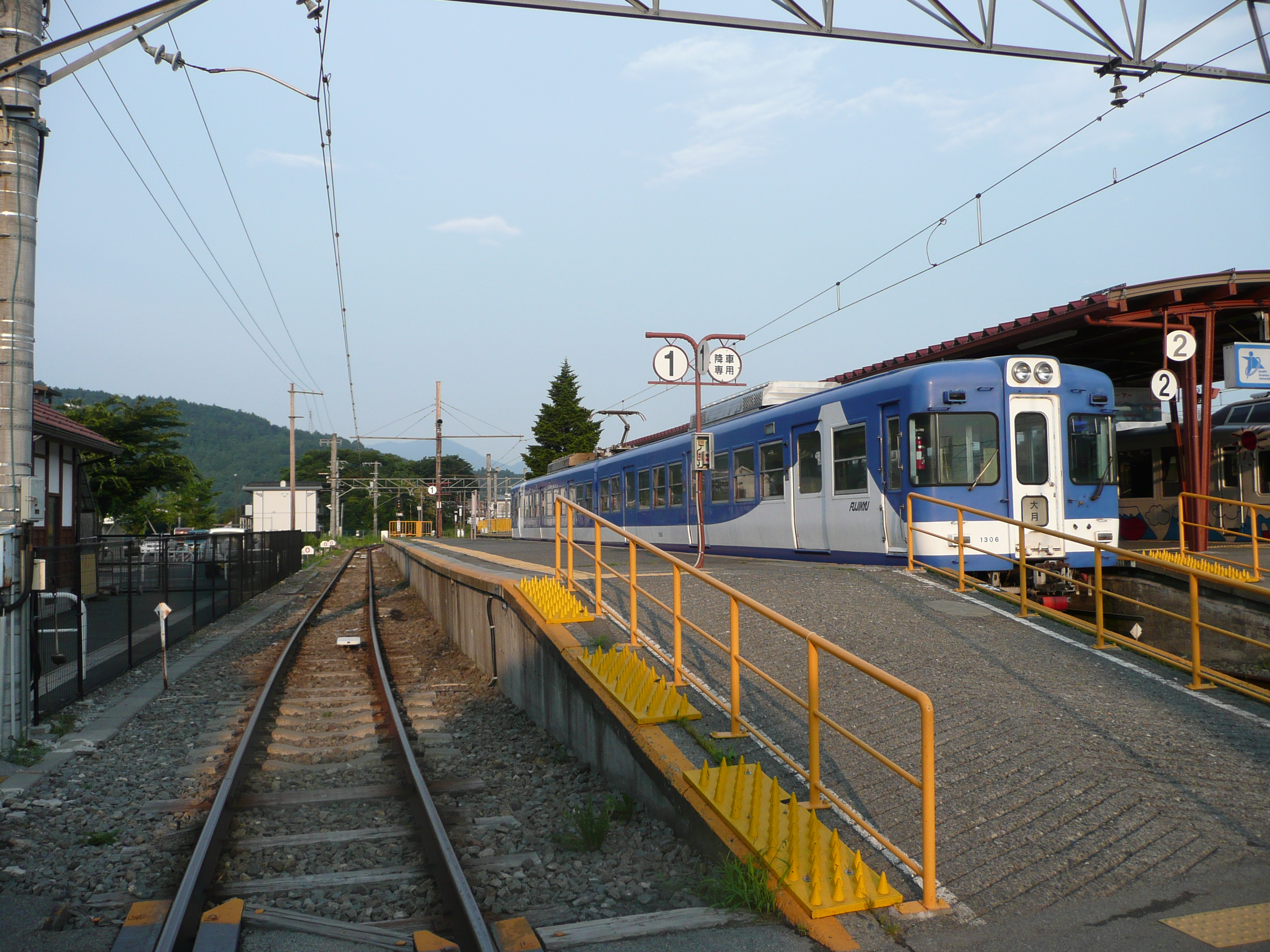
1（2）號月台
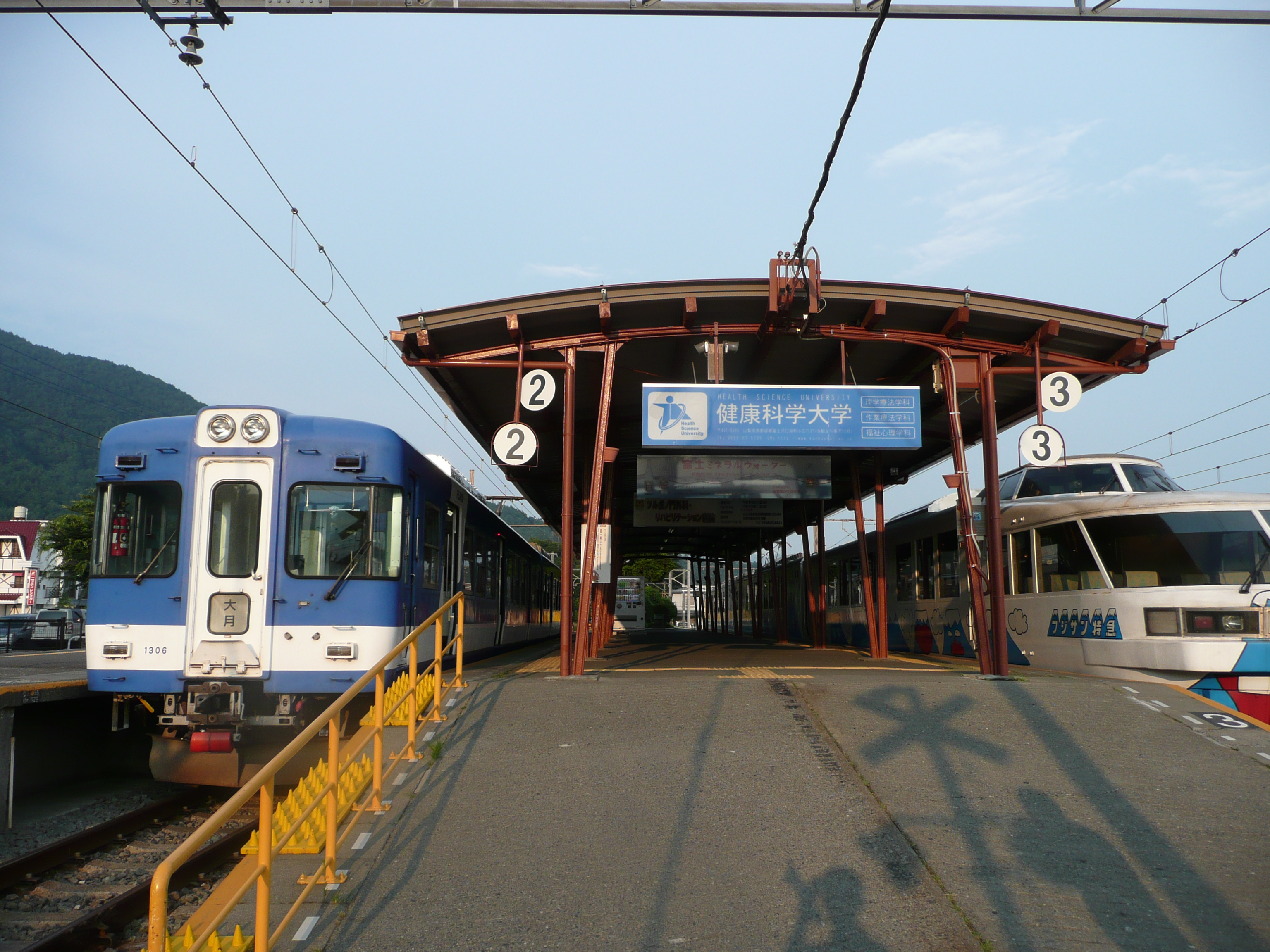
2、3號月台
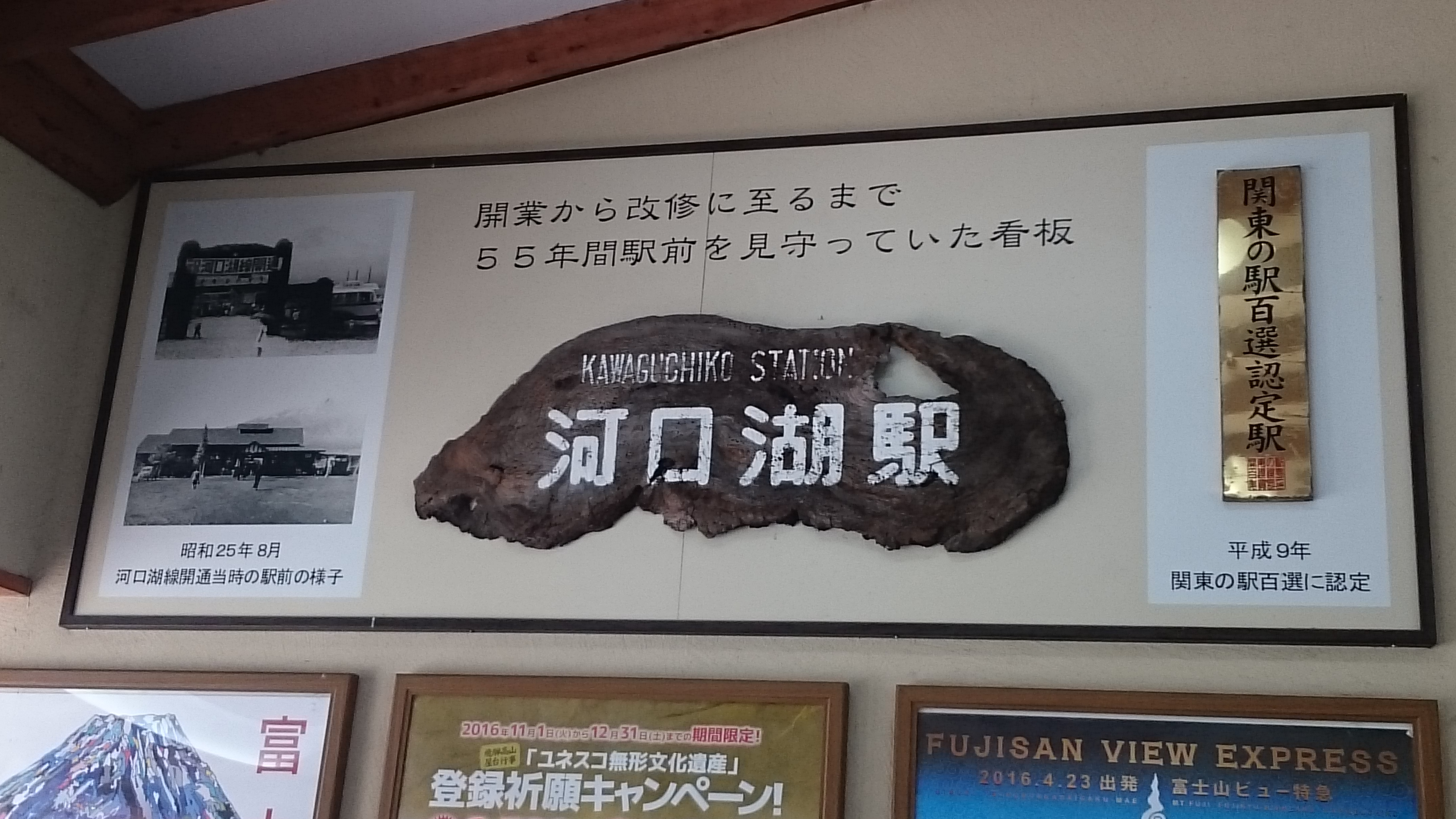
開業時站舍使用的車站看板
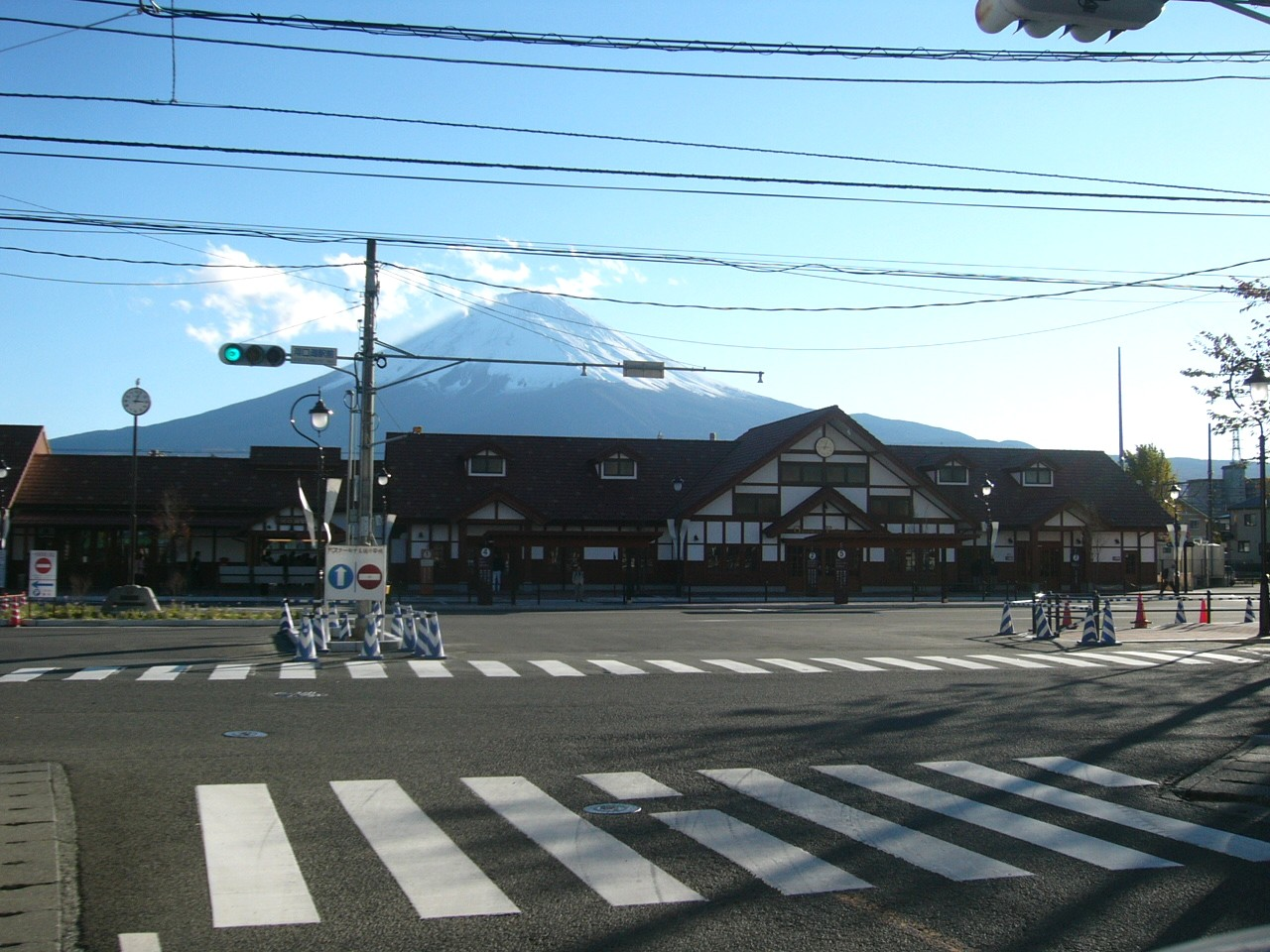
站舍遠景（2006年11月）

## 使用情況
2017年度（平成29年度）1日平均上下車人次為3,033人。自從2013年度富士山登錄為世界遺產以後，使用人數大大增加。富士急行線車站中僅次於大月站排行第2位。
| 年度   | 1日 上下車人次 |
| ------ | -------------- |
| 2010年 | 1,582          |
| 2011年 | 1,456          |
| 2012年 | 1,799          |
| 2013年 | 2,267          |
| 2014年 | 2,431          |
| 2015年 | 2,903          |
| 2016年 | 3,024          |
| 2017年 | 3,033          |

## 其他
用於中央線快速列車、屬於豐田車輛中心的E233系列車，在有定期列車運行的車站當中是位置最西的車站。

## 相鄰車站
富士急行
■河口湖線
- ■特急「富士回遊」「富士山特急」「富士山View特急」到發站（此站－富士山站間只限使用乘車券）

■普通（包括JR中央線內中央特快、通勤快速、快速列車）
富士急樂園（FJ17）－河口湖（FJ18）

## 外部連結
- 河口湖站 （页面存档备份，存于） - 富士急行